# Reda Aadel
Reda Aadel   (Tetuan, 28 de desembre de 1990) és un ciclista marroquí, professional des del 2011.

## Palmarès
- 2012
  - 1r al Challenge del Príncep-Trofeu de l'Aniversari.[1]